# Gewerbeschule Worms

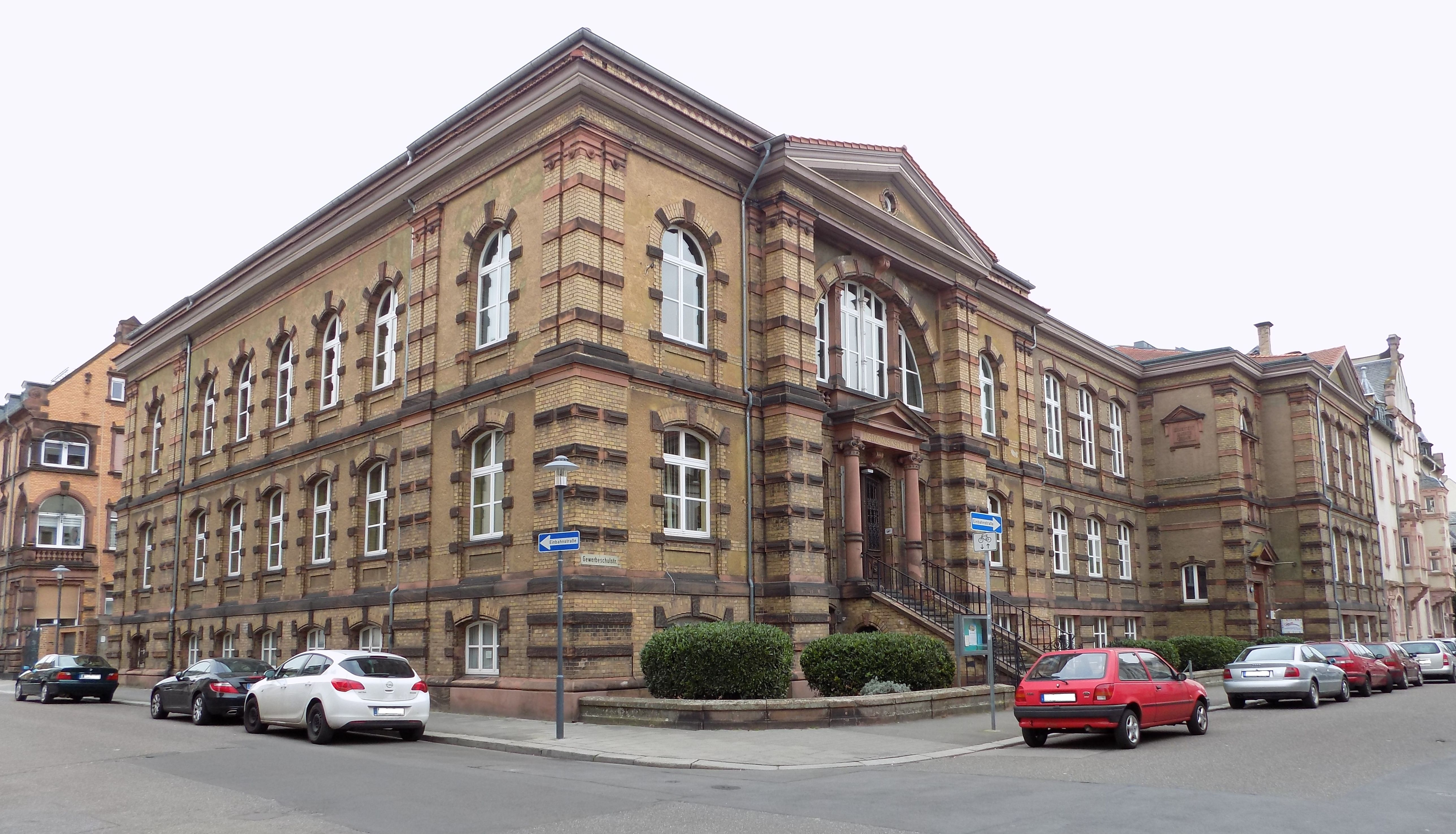
Die ehemalige Gewerbeschule

Das Gebäude der einstigen Gewerbeschule Worms steht in der Gewerbeschulstraße 20 in der rheinland-pfälzischen Stadt Worms.

## Geschichte
Der nach Plänen des Wormser Stadtbaumeisters Karl Hofmann errichtete Neorenaissancebau wurde beinahe zeitgleich mit dem alten Wormser Stadtkrankenhaus errichtet. 1885 hatte der Ortsgewerbeverein den Auftrag erteilt.
Ursprünglich war auf dem Gelände westlich der Bahnlinie der Bau einer Reiterkaserne vorgesehen. Das Gelände war bereits gekauft, wurde aber nach dem Scheitern der Pläne dem Gewerbeverein kostenlos überlassen. Bereits eingegangene Spenden (u. a. des Wormser Industriellen Wilhelm Valckenberg und der Stadt Worms) trugen zur Finanzierung bei. Ein Darlehen der Städtischen Sparkasse wurde aufgenommen. Indem die Stadt das Gebäude erwarb und der Gewerbeverein zuständig für die Unterhaltung war, wurden Steuern gespart.
Nach planmäßigem Baufortschritt wurde die Gewerbeschule am 5. Juli 1887 eröffnet. Für die Leistung verlieh Großherzog Ludwig IV. dem ältesten Vorstandsmitglied des Gewerbevereins, Jakob Worret, das Ritterkreuz II. Klasse.

## Unterricht
In den Räumen der Gewerbeschule wurde von zwölf Lehrern unter anderem in den Fächern Mathematik, Geometrie, deutsche Sprache, Physik, Buchhaltung und kunstgeschichtliches Malen unterrichtet. Aufgeteilt waren die Schüler in die Hauptfachrichtungen Baugewerbe, Maschinengewerbe, Kunstgewerbe und Kleingewerbe. Des Weiteren war eine Sonntagszeichenschule angeschlossen, diverse Abendkurse und eine Wintertagesschule für das Baugewerbe.
Angedacht war eine Erweiterung zu einer Kunstgewerbeschule; der Lederindustrielle Johann Baptist Doerr hatte bereits entsprechende finanzielle Mittel bereitgestellt. Dieser Gedanke wurde jedoch nicht umgesetzt.

## Finanzierung
Die Finanzierung der Gewerbeschule erfolgte hauptsächlich aus Zuschüssen der Stadt, des Kreises, dem Staat, sowie über das erhobene Schulgeld.

## Entwicklung der Schülerzahl
Die Anzahl der Schüler entwickelte sich anfangs eher enttäuschend. Stadtbaumeister Hofmann rechnete zu Beginn mit 400 Schülern, jedoch waren im Jahr 1885 lediglich 170 Schüler eingeschrieben. Jedoch wuchs die Anzahl der Schüler bereits sechs Jahre nach Eröffnung, im Schuljahr 1891/92, auf 650 Schüler an. Um die gestiegene Schülerzahl in der Schule unterbringen zu können, war sogar ein Anbau des Gebäudes erforderlich, der 1903 eröffnet wurde. Durch den Anbau veränderte sich das Schulgebäude, das nun aus einer L-Form bestand.

## Nachfolgende Nutzung des Gebäudes
Bis in die Mitte des 20. Jahrhunderts wurde das Gebäude der Gewerbeschule in seiner ursprünglich geplanten Funktion genutzt. Heute ist das unter Denkmalschutz stehende Gebäude untergliedert in Räume, die die Lucie-Kölsch-Jugendmusikschule, die Volkshochschule und eine Kindertagesstätte nutzen.